# Classe d'accueil (film)
Pour plus de détails, voir Fiche technique et Distribution.
Classe d'accueil est un film documentaire suisse réalisé par Fernand Melgar, sorti en 1998.
Une quinzaine d’adolescents bosniaques, kurdes, portugais et brésiliens se retrouvent dans une classe d’accueil pour apprendre le français. Fuyant un pays en guerre ou retrouvant des parents saisonniers qu’ils connaissent à peine, ces élèves goûtent à une nouvelle vie dans une Suisse qu’ils idéalisent.    
Il a une majorité de critiques positives et a reçu des distinctions .    
Il est disponible gratuitement en VOD. 

## Synopsis
Juin 1997: quatorze élèves, âgés de 11 à 17 ans, se partagent les bancs de la classe d'accueil d'Anne Juri au Collège de Marcolet à Crissier. Catholiques ou musulmans, ils sont kurdes, bosniaques, portugais ou brésiliens. Certains sont venus ici pour rejoindre leurs parents saisonniers dont le permis empêchait jusqu’alors toute possibilité de faire venir leurs enfants. Les autres, rescapés de la guerre en Bosnie, vivent sommairement dans un centre d'accueil pour requérants d'asile. Après un an de cette vie communautaire, quelques-uns ont été relogés en appartement, dans un quartier de HLM, où, avec leurs parents désœuvrés, ils sont confrontés à une population hostile à leur présence, qu’elle soit suisse ou immigrée de longue date. Ces enfants goûtent à cette vie nouvelle que leur offre une Suisse qu’ils idéalisent et découvrent au cours d'une course d’école dans les Alpes. Les moments privilégiés qu’ils partagent avec leur maîtresse leur font oublier des lendemains incertains: un renvoi imminent pour les réfugiés bosniaques ou un avenir professionnel bouché pour les autres.
Entremêlant les images d'une Suisse idyllique à une réalité beaucoup moins utopique, ce film dépeint l'univers de ces jeunes adolescents, tiraillés entre le souvenir de leur terre natale et le désir de s'implanter dans leur pays d’accueil. Comment apprendre à lire et à écrire une autre langue quand on n'a jamais tenu un crayon dans son propre pays ? Comment jouir du privilège d'apprendre quand on a sans cesse devant les yeux l'image de son père assassiné? Et puis, pourquoi se donner tant de mal si c'est pour repartir dans six mois? Au travers de six portraits, Classe d’accueil nous renvoie la réalité crue de ces enfants et de leurs familles recomposées.
En quête d’une nouvelle identité, ces enfants ne comprennent pas qu’ils sont dans un pays qui semble avoir perdu la sienne et oublié que le pluralisme et la diversité sont au fondement même de sa constitution.

## Fiche technique
- Titre original : Classe d'accueil
- Titre anglais : Reception class
- Réalisation, production : Fernand Melgar
- Image : Camille Cottagnoud, Thomas Wuthrich
- Son : Gilles Abravanel, Bastien Moeckli, Nadejda Magnenat
- Montage : Fernand Melgar, Béatrice Liardet
- En coproduction avec : Temps Présent - RTS
- Avec le soutien de : Office fédéral de la culture, Fondation Vaudoise pour le Cinéma, Loterie Romande, Evangelischer Mediendienst
- Distribution : Fernand Melgar
- Pays de production :  Suisse
- Langue originale : français
- Format : Betacam, 1.33, couleur, stéréo
- Genre : documentaire
- Durée : 55 minutes
- Dates de sortie :
  - Suisse : Temps Présent - RTS Un : 2 avril 1998
  - France : La Vie En Face - Arte : 14 avril 1998

## Protagonistes

### Anne Juri, la maîtresse

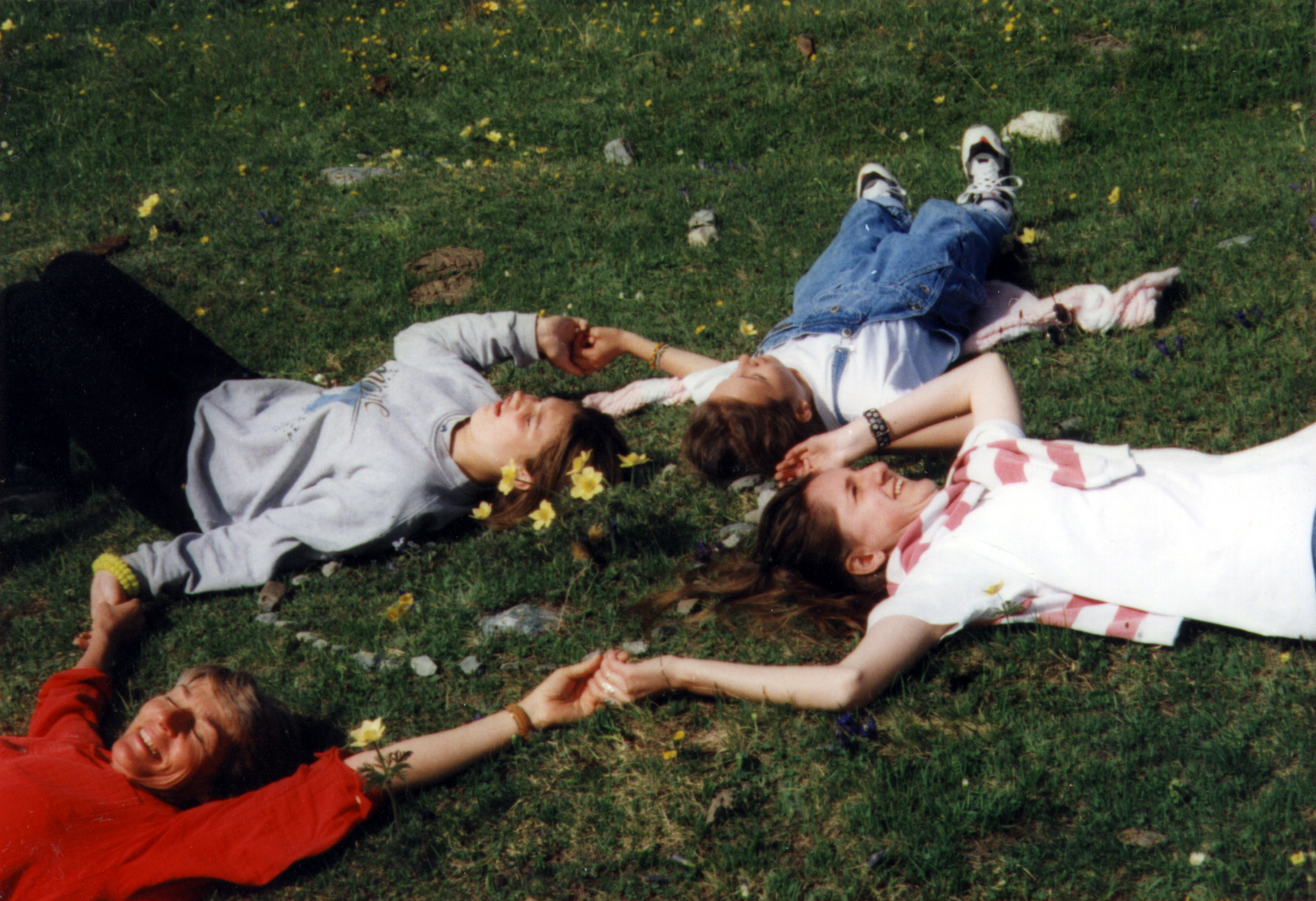
La maitresse et quelques élèves apprécie leur course d’école.

Anne Juri vit pleinement son métier d’enseignante de classe d’accueil – « Pour moi c’est un travail social très intéressant qui m’amène énormément. De la joie, du bonheur, de voir un petit peu de soleil parce que les élèves sont heureux de venir en classe. Et moi, ça me fait plaisir de les accompagner un petit bout de chemin. On ne sait pas ce qu’ils vont devenir, mais ce petit bout de chemin est là ». Mais bien souvent, la joie d’enseigner fait place au doute: « C’est vrai qu’il y a des moments où je trouve que c’est dur, que dire adieu à un élève qui va partir on ne sait où, ce n’est pas évident. Le retour est très difficile. Je me pose la question: est-ce vraiment bien que ces élèves soient ici en Suisse, qu’on leur donne la possibilité d’avoir tout plein de choses? Et ils retournent vers quoi ? Est-ce que c’est bon ? Je ne sais pas »

### Elvir
Elvir, 11 ans, est demandeur d’asile et il est arrivé en Suisse en 1997. Survivant de la guerre en Bosnie, il vit avec son frère et sa mère dans un centre d’accueil pour demandeurs d’asile. Ils habitent à trois dans une pièce de 12 m2, équipée d’un simple lavabo et d’un frigo, dans un immeuble vétuste, destiné à l’origine pour héberger les travailleurs saisonniers. La promiscuité, le bruit incessant et le mélange ethnique rend la vie dans le centre difficile à supporter. Elvir et sa famille y survivent tant bien que mal grâce aux maigres subsides que leur distribue l'Établissement vaudois d'aide aux migrants (anc. FAREAS).

### Bruno

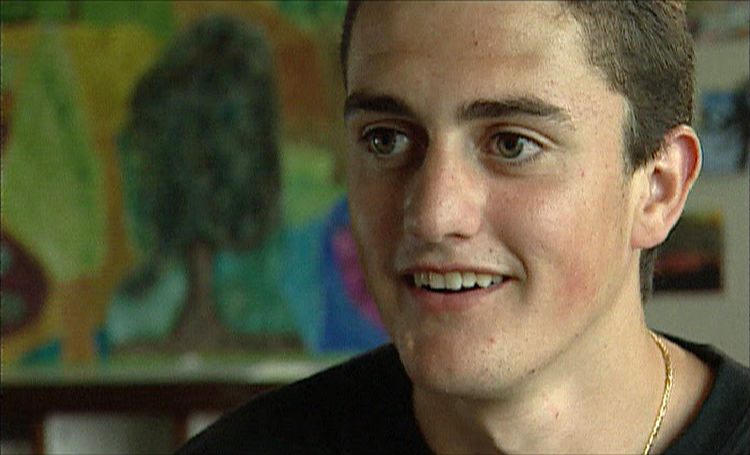
Bruno

Bruno a 15 ans lorsqu’il débarque en Suisse. Issu d’une famille modeste du Portugal, il a été élevé par ses grands-parents car, pour des raisons économiques, ses parents ont décidé de venir travailler en Suisse. Après des années de séparation liées au statut de saisonnier qui interdit le regroupement familial, ses parents le faire venir clandestinement. Aujourd’hui, leur permis B d'établissement les met à l’abri. Mais si Bruno est heureux d’avoir retrouvé sa famille, il n’oublie pas pour autant ses grands-parents qu’il considère encore comme ses vrais parents, « parce que c’est avec eux que j’étais habitué à vivre, dit-il. Et puis la Suisse c’est bien pour travailler, mais pas pour vivre ». Pourtant, lorsque Bruno rentre chez lui pour les vacances, c’est la Suisse qui commence à lui manquer. A cheval entre deux cultures et deux familles, Bruno ne se sent finalement bien nulle part.

### Mensura

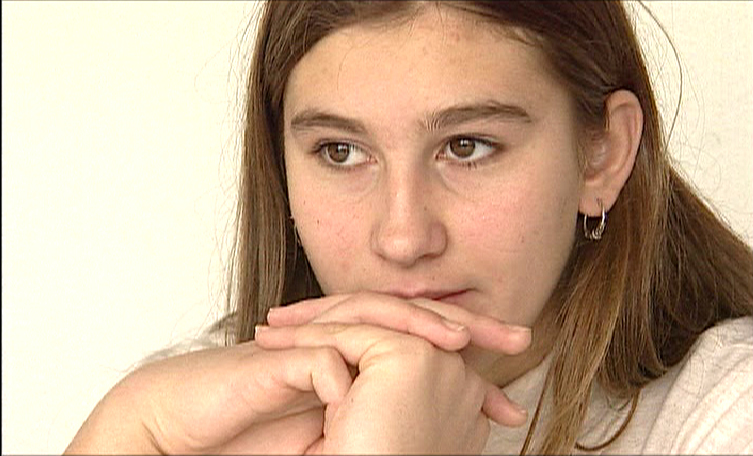
Mensura

Mensura, orpheline, vient d’un petit village de Bosnie. Elle n'a que onze ans lorsque la guerre éclate. Transbahutée d’un coin à l’autre du pays par les casques bleus, elle saisit la première occasion pour s’enfuir seule clandestinement pour la Suisse. Elle a 14 ans à son arrivée et passe une année au Centre d’hébergement pour demandeur d'asile de Crissier avant d’être relogée en appartement. Mineure non accompagnée, Mensura est soutenue par les services sociaux du canton de Vaud, notamment par un tuteur qui la représente légalement et tente de l’aider de son mieux. Mensura fait partie des 180 cas dont il a la charge et il ne peut pas résoudre tous ses problèmes. A 16 ans, elle ne doit pas seulement apprendre le français : confrontée quotidiennement à des responsabilités d’adulte et à des tracasseries administratives qui la dépassent, elle doit aussi imaginer son avenir professionnel et social, alors qu’elle ne sait pas si elle obtiendra le droit d’asile en Suisse.

### Nurten et Aynur
Comme pour Bruno, on retrouve le même déchirement culturel et familial chez Nurten et Aynur, deux sœurs kurdes musulmanes. Ce ne sont pas elles qui s’expriment dans le film, mais leur père qui, depuis 1985, réside et travaille en Suisse. Coupé de sa famille à cause de son statut de réfugié, il lui a fallu attendre 7 ans pour retrouver les siens lors d’un court séjour en Turquie. Arrivé à l’aéroport, il n’a pas reconnu ses enfants qu’il avait quittés en bas âge. En 1996, ses trois filles cadettes et sa femme obtiennent un permis B d’établissement et le rejoignent à Chavannes-près-Renens. Le père a l’impression de renaître à la vie et il se consacre désormais totalement à sa famille qu’il « cultive » un peu comme son petit jardin suisse dans lequel il sème des graines de Turquie. Cet attachement au pays d'origine, on le retrouve aussi chez ses filles qui restent fidèles à leur culture traditionnelle tout en s’adaptant progressivement à une vie plus européenne. Ainsi, Nurten, 16 ans, porte le voile à la maison, des jeans à l’école, et rêve de s’installer seule dans son studio.

### Amir

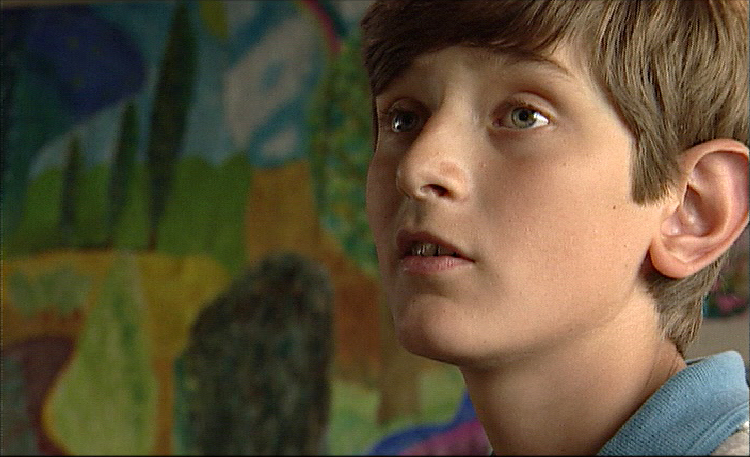
Amir

Amir, 13 ans, a fui la Bosnie en 1996. Avec sa mère et sa sœur Minka, en classe d’accueil avec lui, il vit dans un quartier de HLM. Une bonne partie des appartements sont attribués aux requérants d'asile et ceux-ci se trouvent confrontés aux anciens habitants, suisses ou immigrés des années 1960, qui ont beaucoup de mal à accepter cette nouvelle population. Ce n’est pas qu’ils soient racistes, disent-ils, mais ils ne se sentent plus chez eux, – « ce sont les réfugiés qui se croient chez eux en ne respectant pas les règles de vie du pays ». Quant aux migrants arrivés en Suisse durant les Trente Glorieuses, ce qu’ils reprochent à ces nouveaux-venus, c’est de vivre ici sans travailler, contrairement à eux. Amir se plaît pourtant dans son quartier. A l’inverse de Bruno qui possède un permis d’établissement et rêve de retourner au Portugal, Amir, sans permis, espère encore pouvoir rester en Suisse où il a découvert la liberté et la vie. Sa hantise est de devoir retourner en Bosnie et d’y retrouver toute l’insécurité qui y règne, les voisins serbes et les mines anti-personnels. Pour l’instant, il consacre tous ses efforts à oublier la guerre en Bosnie. Pourtant, il vient de recevoir la décision de son renvoi pour avril 1998.

### Gülnaz

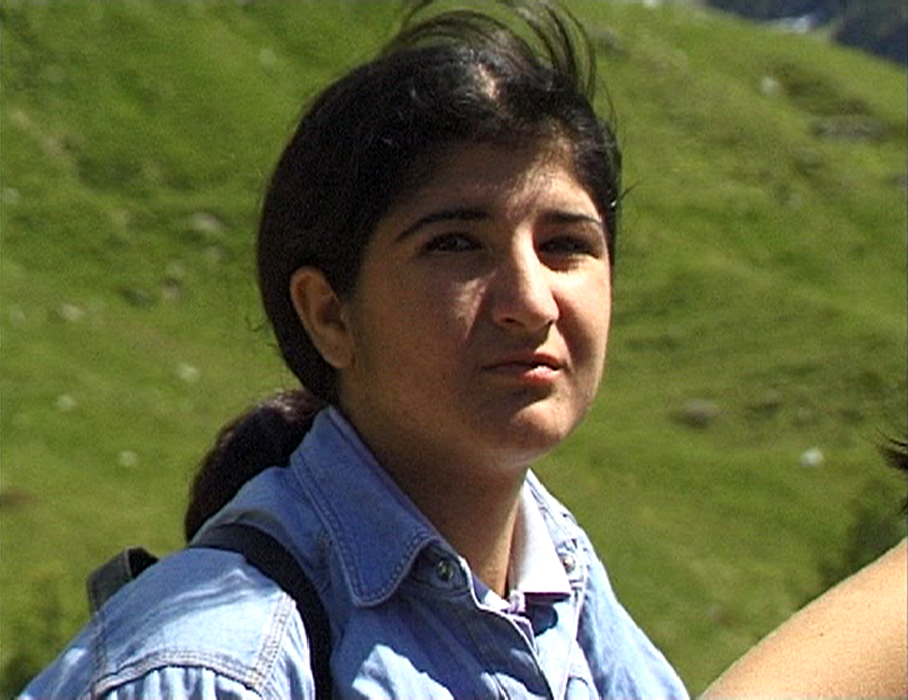
Gülnaz

Jusqu’à ses 16 ans, Gülnaz a vécu en Turquie avec sa tante et sa grand-mère. Puis son père, émigré en Suisse, est allé la chercher, elle et ses trois frères cadets dont elle s’occupe aujourd’hui. Grâce à son dévouement et sa gentillesse, sa maîtresse de classe a pu lui trouver une formation d’aide-soignante dans un home pour personnes âgées mal voyantes. Pendant presque un an, chaque samedi, elle est allée y travailler bénévolement. Puis elle a suivi un stage de 3 mois cet été avant d’y obtenir un emploi fixe, rémunéré au plus bas. Comme elle, la plupart des aide-soignantes sont étrangères, africaines ou d’origine méditerranéenne. Elles entretiennent toutes une relation affective et quasi familiale avec leurs patients.

## Production

### Genèse

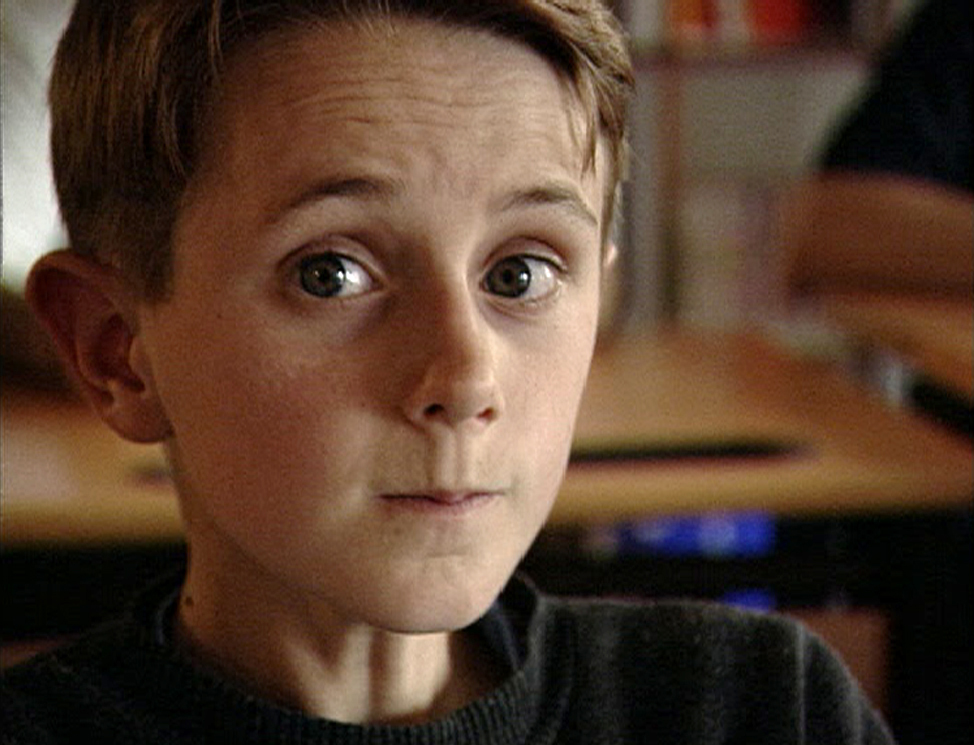
Munib

Classe d'accueil s'inscrit dans la suite d'un autre documentaire de Fernand Melgar, Album de famille, réalisé en 1993. Immigré de la deuxième génération, il avait filmé le retour en Espagne de ses parents après vingt-sept années passées en Suisse. Il projetait alors de donner une suite à ce film en retrouvant ses copains d'école sur la base d'une photo de classe prise en 1967 à Chavannes. L'idée était de mettre leurs témoignages en regard avec la réalité des écoliers étrangers aujourd'hui. Il a finalement renoncé à convoquer le passé: « Je suis tombé amoureux de cette classe d'accueil de Crissier. Tout ce que j'avais à dire, j'ai pu le dire à travers ces enfants ».

### Tournage

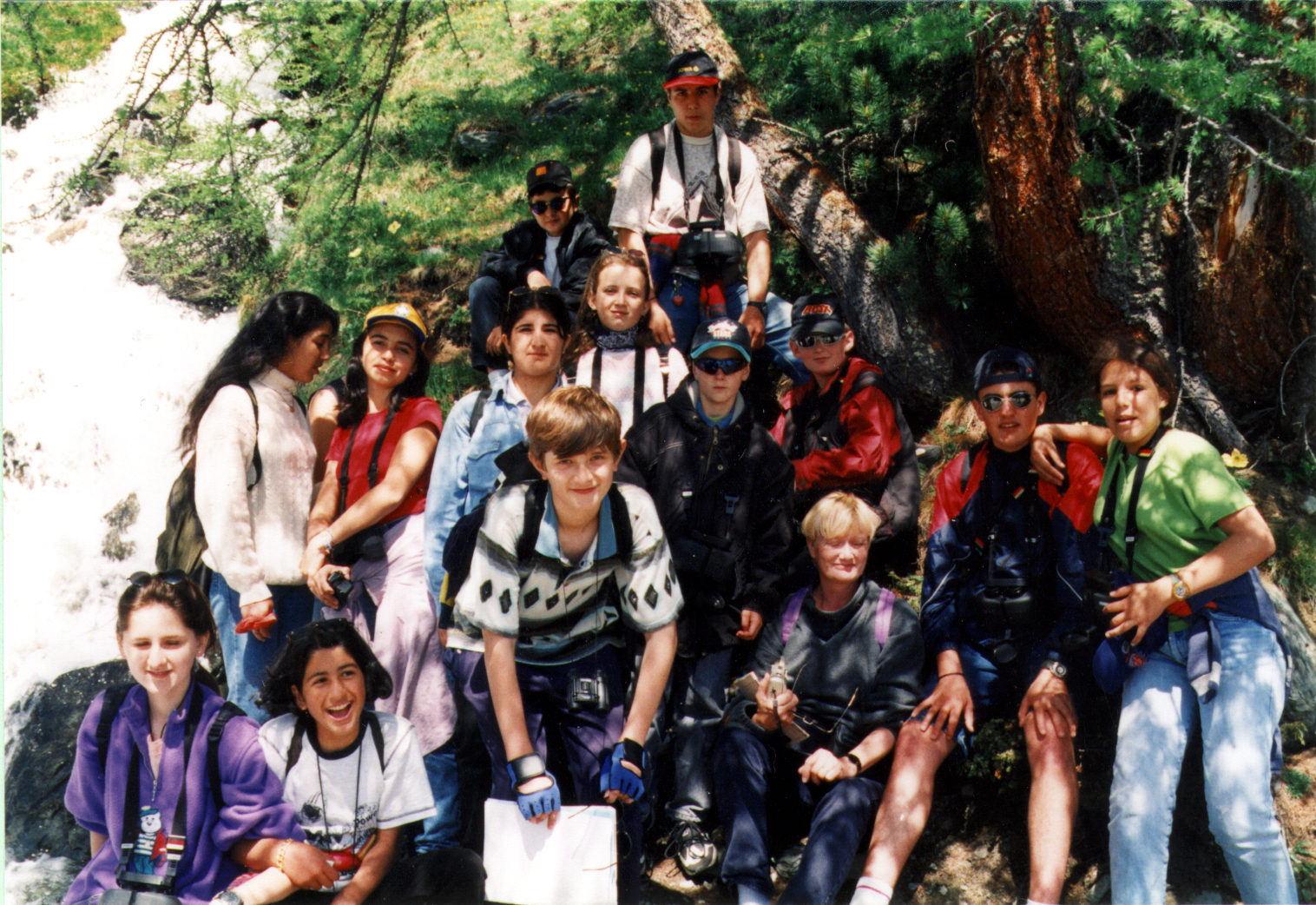
La classe en course d'école à Saint-Luc.

Le tournage dure 6 mois et l'action se déroule dans une classe d'accueil du collège du Marcolet à Crissier, dans les quartiers ouvriers de Renens, dans un centre de requérant d'asile et dans les alpages au-dessus de Saint Luc. C'est le premier film de Fernand Melgar où apparaît un tournage en cinéma direct. « Je m'immerge, je me laisse porter. Je ne cherche pas à faire coller les images avec mes idées, mais plutôt à rentrer dans la peau des gens, à me mettre à la hauteur de leur regard. Celui que portent ces enfants sur ce qui les entoure, témoigne le réalisateur. C'était terriblement difficile de les faire parler au départ. Débarquer avec une caméra, c'est comme brandir une kalachnikov... Il a fallu les apprivoiser. On n'a jamais enfoncé la porte, on a attendu qu'ils nous invitent ».

### Epilogue

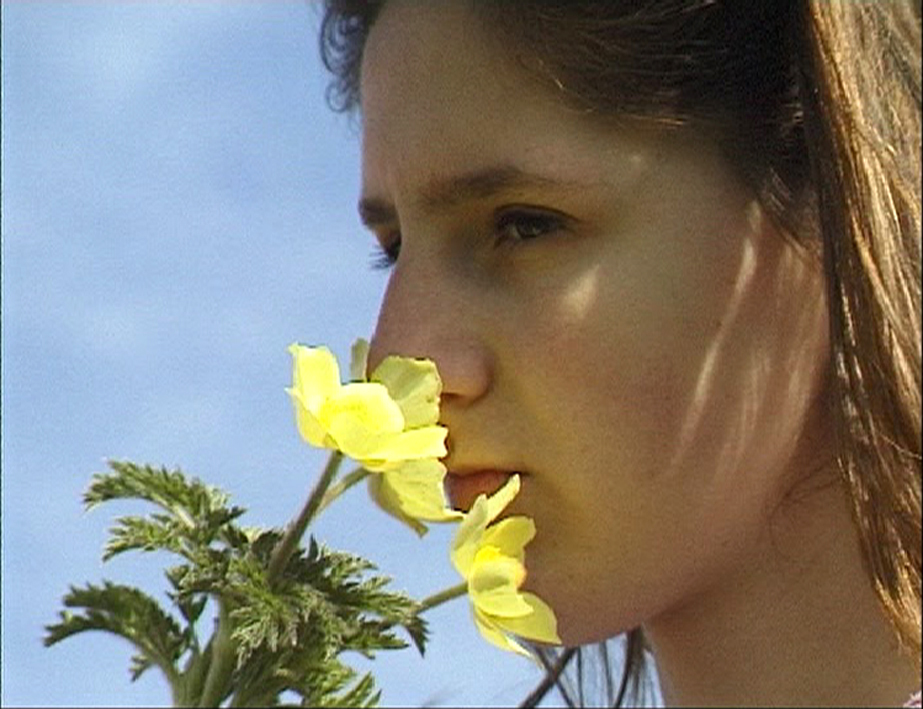
Minka

Juste après la diffusion du film, Amir et sa sœur Minka, requérants d'asile, sont renvoyés en Bosnie qui se remet à peine de la guerre .  Dans le film, on le voit passer des heures à dessiner pour « imprimer dans sa tête » d'autres images que celles - obsédantes - d'un pays en guerre. Il apprend également le français avec frénésie au risque d'en oublier sa langue maternelle et mise tout sur son pays d'accueil, la Suisse. «C'est incroyable tous ces efforts qui aboutissent à un grand coup de pied dans le derrière», observe le réalisateur lausannois Fernand Melgar. 

## Accueil

### Critique positive
À l'occasion de la diffusion sur Temps Présent le 2 avril 1998, la critique Joëlle Fabre de 24 heures note que c'est « un remarquable documentaire sur les enfants déracinés qui tentent de se faire une petite place dans notre pays [...] Ce film étonne et détonne par sa démarche antijournalistique. Sans commentaires, sans parti pris, sans effet de manche, il n'en soulève pas moins quantité de questions, tranquillement, en filigrane, au gré d'une poignée de portraits croisés» . 
Lors de sa diffusion sur Arte le 14 avril 1998, le film est également bien accueilli par la presse française. Dans Libération on peut lire que « ce documentaire pudique se contente de capter les regards, les attitudes de repli et les rares moments de déconnade où ces gamins trop sérieux redeviennent des enfants ordinaires ». Pour Le Nouvel Observateur, il note que «entre deux vues très carte postale d’une Suisse idyllique, ce documentaire très sensible suit une dizaine d’enfants d’une classe pas comme les autres où Bosniaques et Portugais apprennent à se faire une petite place dans la société». Télérama estime que « loin de nous proposer le panégyrique des vertus d’intégration du système scolaire helvète, Fernand Melgar esquisse le portrait attachant et pudique des jeunes déracinés »

## Distinctions

### Récompenses
- 1998 : Prix de la Jeunesse au Festival International Médias Nord-Sud.

### Nominations et sélections
- 1998 : Compétition documentaires, Sunny Side of the Doc, Marseille[18];
- 2005 : Séances spéciales 20 ans de Climage, Visions du réel, Nyon
- 2012 : Retrospective de Fernand Melgar, BAFICI;
- 2014 : Retrospective de Fernand Melgar, Documenta Madrid[19].